# Закон Магнітського

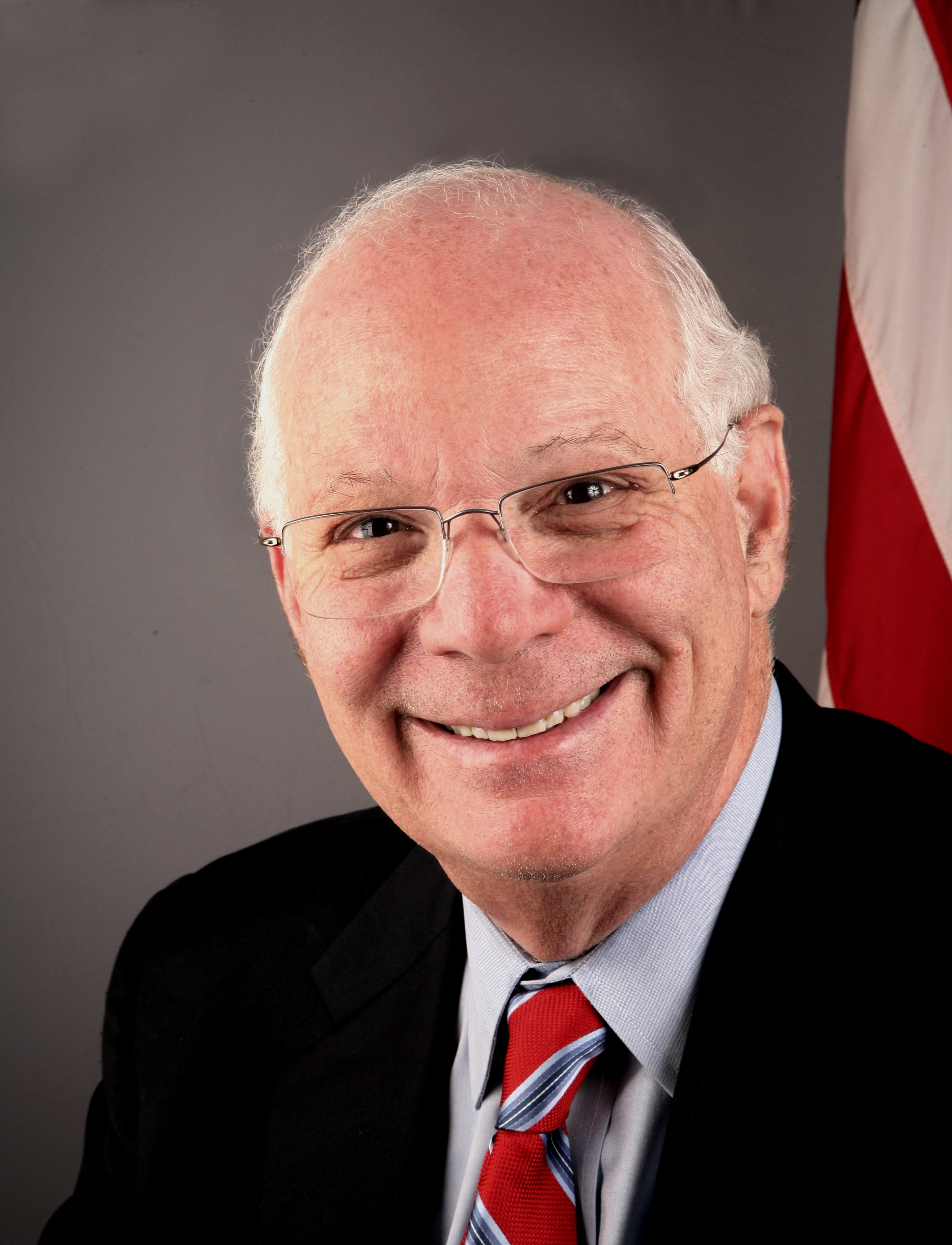
Сенатор США Бен Кардін, автор першої частини «Списку».

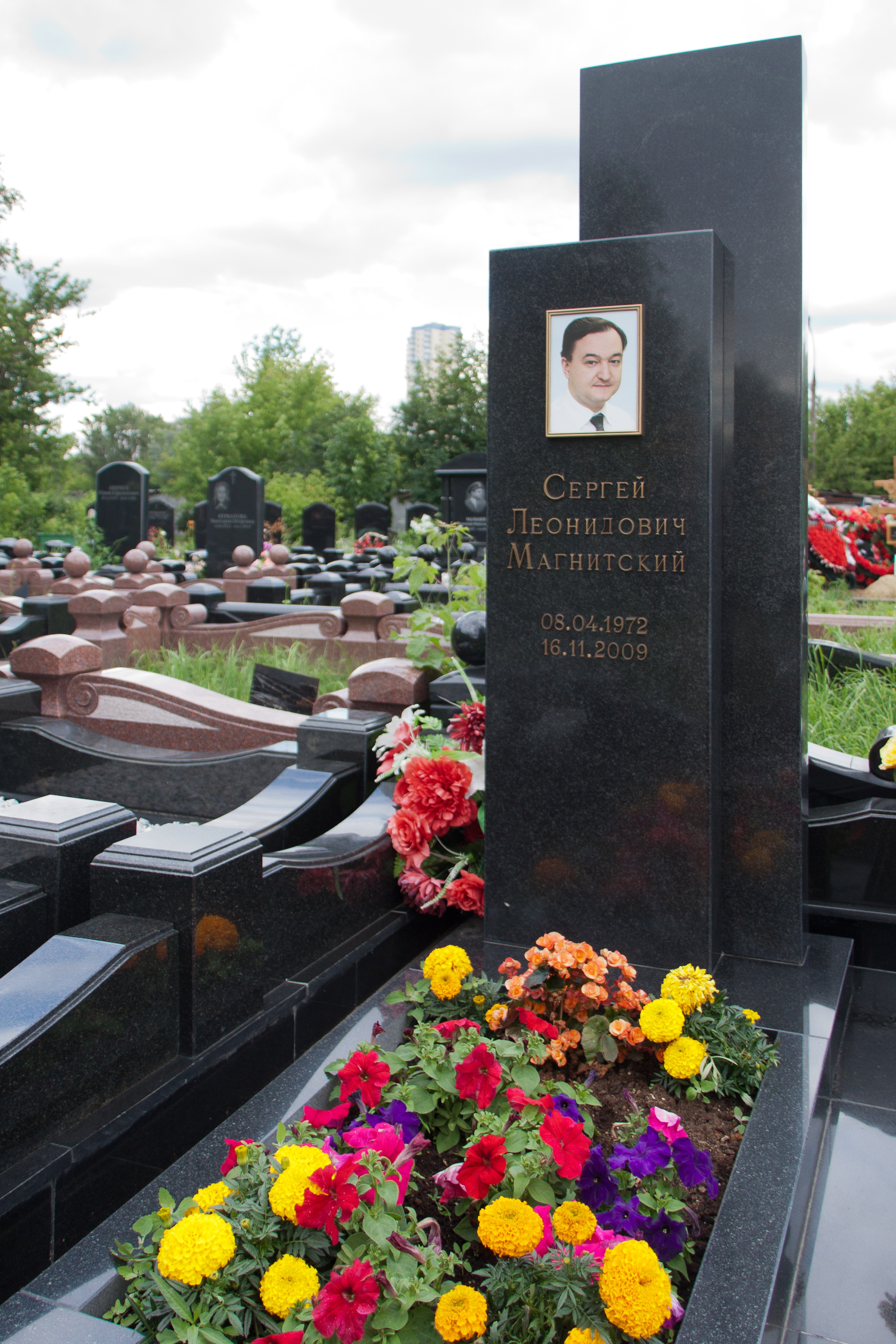
Могила адвоката Сергія Магнітського, закатованого в російській тюрмі.

Закон Магнітського, також Акт Магнітського, «Чорний список», «список Кардіна» англ. Sergei Magnitsky Rule of Law Accountability Act — закон США та низки інших країн, що містить перелік російських чиновників, причетних до шахрайств, переслідувань та порушень прав людини, зокрема пов'язаних зі справою компанії «Hermitage Capital Management» та смертю російського адвоката Сергія Магнітського. Посадовим особам, причетним до справи Магнітського та подібних порушень, заборонено в'їзд до США, також щодо них запроваджено санкції економічного характеру — арешти майна, корупційних рахунків тощо. Слідом за США подібний законодавчий акт прийнятий Європарламентом щодо осіб та їхнього майна у країнах ЄС. У жовтні 2017 року парламент Канади одноголосно прийняв закон S-226 про захист жертв корумпованих іноземних владних представників (англ. the Justice for Victims of Corrupt Foreign Officials Act) (Закон Магнітського), на що Росія погрожувала «відплатою».
Магнітський помер у СІЗО в Москві після року утримання за ґратами в умовах, які правозахисники охарактеризували як «тортури». Як вважають колеги юриста в фонді Hermitage, кримінальну справу було заведено на нього як помсту за розкриття великої корупційної афери.

## Процес прийняття списку
Список розроблений сенатором США Беном Кардіном, який разом зі співголовою Комісії Конгресу США з прав людини Джеймсом Макговерном 26 квітня 2010 року звернувся до держсекретаря США Гілларі Клінтон із відповідною заявою, до якої був долучений список осіб з оцінкою їх причетності до смерті Сергія Магнітського. Активним лобістом прийняття Закону Магнітського у США та його поширення серед інших країн є американський та британський фінансист і громадський діяч Білл Браудер, який раніше займався інвестиціями в Росії, але, наштовхнувшись на численні випадки корупції та беззаконня у вищих владних колах російської держави, змушений був припинити справи в Росії.
Список містить 60 прізвищ чиновників МВС, ФСБ, ФНС, Арбітражного суду, Генеральної прокуратури та Головного управління виконання покарань, а також короткий опис ролі кожного з них у справі Магнітського. Подальша редакція списку є більш узагальненою щодо «заслуг» фігурантів і включає значно ширше коло осіб, аніж на початку. Так, посол США Майкл Макфол відзначив, що в списку є й ті, хто не має жодного відношення до Магнітського, але проявив себе ворогом прав людини.
Сенат США пов'язує можливе скасування поправки Джексона — Вейніка з результатами голосування за законопроєкт зі списком Кардіна. Це означає, що закон про список Кардіна фактично стане заміною поправки Джексона — Вейніка. Такий підхід щодо поправки Джексона — Вейніка підтримує й Держдепартамент США.
7 червня 2012 року документ, відомий як «Закон Магнітського», був схвалений комітетом з міжнародних справ палати представників американського конгресу.
26 червня 2012 року Комітет Сенату США з міжнародних справ схвалив «закон Магнітського», члени комітету проголосували за законопроєкт одноголосно.
У відповідь на можливе прийняття законопроєкту політичне керівництво Росії, своєю чергою, також виказало готовність розширити список громадян США, яким буде заборонено в'їзд на територію Росії.
2 липня 2012 року в російській Держдумі було подано зміни до закону «Про державну цивільну службу», в яких російським чиновникам пропонується позбутися нерухомості за кордоном і рахунків в закордонних банках. Критики цієї поправки зазначили, що одним з механізмів її втілення може бути переоформлення прав власності на родичів та інших осіб.

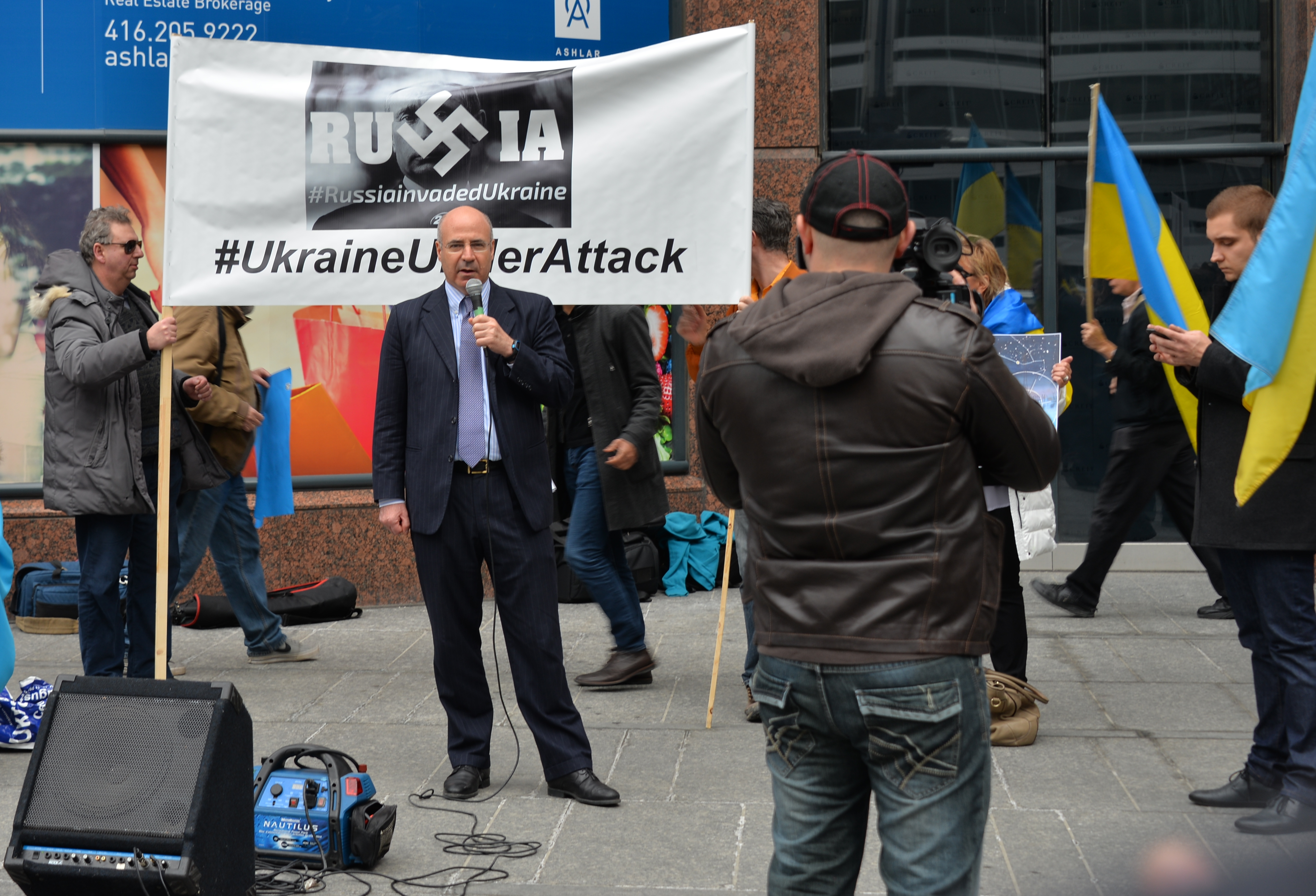
Білл Браудер промовляє до протестувальників проти агресії Путіна в Україні та порушення прав людини Росією перед будинком російського консульства в Торонто, 08.03.2016.

8 липня 2012 року парламентська асамблея ОБСЄ на засіданні в Монако прийняла «резолюцію Магнітського». Документ під назвою «Законність в Росії: справа Сергія Магнітського» закликає владу країн-членів організації встановлювати візові санкції та заморожувати активи осіб, відповідальних за смерть Магнітського та інші грубі порушення прав людини в Росії. У резолюції також висловлюється схвалення рішень США, Великої Британії та Нідерландів про відмову у візах приблизно 60 російським чиновникам, які, як вважається, причетні до загибелі Магнітського.
23 жовтня 2012 року введення санкцій щодо російських чиновників зі «списку Магнітського» підтримав Європарламент.
16 листопада 2012 року палата представників конгресу США прийняла «законопроєкт Магнітського».
6 грудня 2012 року Верхня палата Конгресу США прийняла законопроєкт про скасування поправки Джексона — Вейніка та введення «Закону Магнітського». За «Закон про Сергія Магнітського» в пакеті зі скасуванням поправки Джексона-Вейніка від 1974 року було віддано 94 голоси, проти — чотири.
19 жовтня 2017 року «закон Магнітського» був прийнятий у Канаді. На виконання цього закону уряд Канади 6 листопада опублікував список 30 осіб, щодо яких застосовані відповідні санкції. Цей список цілком дублює американський.

## Прийнятий список
12 квітня 2013 року уряд США оприлюднив список російських чиновників-корупціонерів, щодо яких введено санкції. Перелік представлений міністерством фінансів США, в нього включені 18 осіб: Павло Карпов, Олег Сильченко, Олег Логунов, Леча Богатирьов, Олексій Дроганов, Казбек Дукузов, Олена Хіміна, Дмитро Комнов, Олексій Криворучко, Артем Кузнєцов, Андрій Печегін, Сергій Підопригора, Олена Сташина, Ольга Степанова, Дмитро Толчинський, Світлана Ухналева та уродженка Мічуринська Наталія Виноградова, Іван Павлович Прокопенко. Також існує і закрита частина списку, її розмір та склад не розголошуються, — очевидно, через те, що він містить перелік діячів вищого рангу. Так, Рамзан Кадиров, що намагався вилетіти до США, був змушений повернути квиток.
У травні 2014 року Міністерством фінансів США було зроблене доповнення до «списку Магнітського» 12 новими іменами: Ігор Алісов, Олександра Гаус, В'ячеслав Хлєбников, Дмитро Клюєв, Дмитро Кратов, Андрій Кречетов, Лариса Литвинова, Віктор Маркелов, Владлен Степанов, Умар Шугаїпов, Фикрет Тагієв, Муса Вахаєв.
Пізніше у грудні 2014 року до списку включені: Віктор Гринь, Андрій Стрижов, Апті Алаудинов, Магомед Даудов.
У лютому 2016 року були включені: Олексій Анічин, Євгеній Антонов, Борис Кибіс, Павло Лапшов, Олег Уржумцев.
У січні 2017 року додатково включені причетні до вбивства Олександра Литвиненка: Олександр Бастрикін, Станіслав Гордієвський, Дмитро Ковтун, Андрій Луговой, Геннадій Плаксин.
У грудні 2017 року до списку були додатково включені Рамзан Кадиров, Аюб Катаєв, Юлія Майорова, Андрій Павлов, Олексій Шешеня.
У травні 2019 року до списку включені Руслан Геремеєв, Геннадій Карлов, Сергій Коссієв, Олена Трикуля, Абузайд Вісмурадов.

## Реакція Росії
Після затвердження списку сенатом США Держдума Росії виступила з різкою критикою закону Магнітського. Ініціатором відповідного законопроєкту виступив спікер Сергій Наришкін, якого підтримали лідери всіх фракцій Думи. Законопроєкт, що передбачає введення санкцій проти американців, винних у злочинах проти громадян Росії, неофіційно назвали «законом імені Діми Яковлєва». Цей законопроєкт критикувався низкою офіційних осіб, журналістів і російських громадян і отримав неофіційне прізвисько «Закон негідників».
Після затвердження списку урядом США Росія прийняла «симетричну» відповідь, включивши у свій список посадовців США, причетних до затвердження списку урядом США, а також перекрила можливість усиновлення до США російських дітей-сиріт.
Як стало відомо внаслідок витоку інформації на високому рівні, Росія докладала великих зусиль, щоб позбутися закону Магнітського. Так, розраховуючи на більш дружню політику президента Трампа в разі його обрання, наближені до Кремля кола організували 9 червня 2016 року зустріч із представниками президентської кампанії, включаючи сина майбутнього президента, головною метою якої була підготовка ґрунту для скасування закону Магнітського, натомість нібито пропонуючи «компромат» на Гілларі Клінтон.

## Наслідки
Акт Магнітського передбачає відмову у візах, а також фінансові санкції проти російських чиновників, які, як вважають у Вашингтоні, причетні до смерті юриста фонду Hermitage Capital Сергія Магнітського в СІЗО та інших порушень прав людини.
Обмеження на в'їзд чиновників зі «списку Магнітського» урядом США були введені ще до голосування «Списку».